# باريس تورز 1910
باريس تورز 1910 هو سباق دراجات هوائية، وهو الموسم رقم 7 من باريس تورز، وأقيم في 1910.
فاز بالمركز الأول فرانسوا فابر، وبالمركز الثاني لويس تروسيلير، وبالمركز الثالث إميل إنجل.

## الفائزون
| الترتيب | الفائز        |
| ------- | ------------- |
| الفائز  | فرانسوا فابر  |
| الثاني  | لويس تروسيلير |
| الثالث  | إميل إنجل     |